# Carbenicillina
La Carbenicillina è un antibiotico batteriolitico appartenente alle carbossipenicilline, sottogruppo delle penicilline. L'antibiotico è stato individuato dall'azienda inglese Beecham e commercializzato con il nome Pyopen. È efficace sui batteri Gram-negativi, tra i quali Pseudomonas aeruginosa ma possiede un effetto limitato su quelli Gram-positivi. Le carbossipenicilline sono suscettibili alla degradazione da parte delle beta-lattamasi, anche se risultano meno degradabili rispetto all'ampicillina.

## Farmacocinetica
La carbenicillina si somministra in endovena, il legame proteico è del 50% ed il picco ematico avviene dopo 30-120 min dall'iniezione. L'emivita è di un'ora, l'escrezione avviene per l'80% con le urine e per il 20% con la bile; il farmaco dializza per emodialisi ma non per dialisi peritoneale. 

## Applicazione
La carbenicillina è utilizzata nel trattamento di casi di polmonite batterica, infezioni delle ossa, endocardite, meningite, prostatite e infezioni delle vie urinarie. In generale è utilizzata in caso di infezioni da parte di varie specie di Pseudomonas, Proteus e Serratia, soprattutto se resistenti all'ampicillina.

## Farmacologia
L'antibiotico è molto solubile in acqua ed è instabile a pH acidi, pertanto risulta molto suscettibile all'effetto dei succhi gastrici. La carbenicillina è tuttavia più stabile a pH bassi rispetto all'ampicillina.
La carbenicillina è un analogo semisintetico della naturale benzil-penicillina. L'uso di carbenicillina può causare ipokaliemia, promuovendo l'eliminazione del potassio a livello del tubuli renali distali; può inoltre indurre sanguinamento a causa dei suoi effetti di inibizione sull'aggregazione delle piastrine.
In biologia molecolare la carbenicillina può essere preferita come agente di selezione poiché i sottoprodotti della sua degradazione possiedono una tossicità inferiore rispetto ad antibiotici analoghi come l'ampicillina.
La carbenicillina è somministrata sotto forma di sale sodico, dando così un aumento del sodio circolante e per questo sconsigliata in pazienti affetti da insufficienza cardiaca.